# Trismegistia pulchella
Trismegistia pulchella är en bladmossart som beskrevs av Theodor Carl Karl Julius Herzog 1926. Trismegistia pulchella ingår i släktet Trismegistia och familjen Sematophyllaceae. Inga underarter finns listade i Catalogue of Life.